# الولجة (لولجة)
الولجة هي إحدى مشيخات المملكة المغربية، تتبع جغرافيا لإقليم تاونات وإداريًا للولجة. يقدر عدد سكانها بـ 15165 نسمة حسب الإحصاء الرسمي للسكان والسكنى لسنة 2004.